# Kościół św. Barbary w Oszczowie
Kościół św. Barbary w Oszczowie – kościół rzymskokatolicki w Oszczowie, w województwie lubelskim, w powiecie hrubieszowskim, w gminie Dołhobyczów.

## Historia

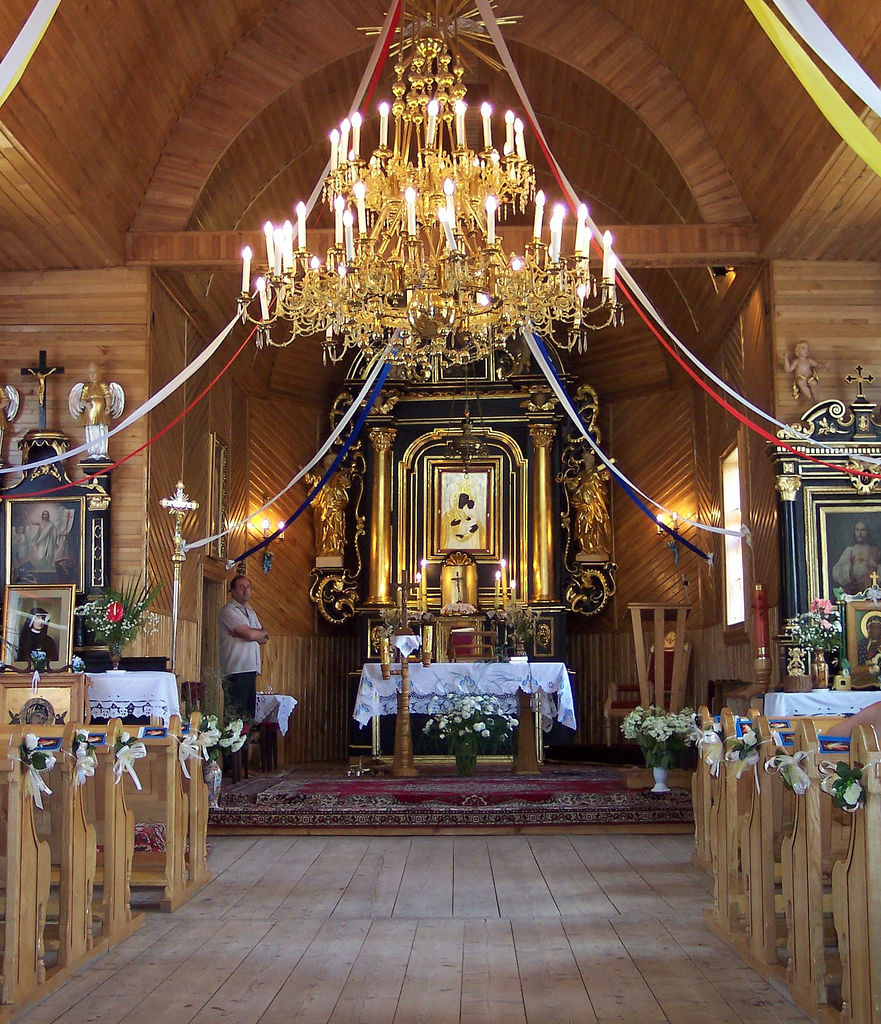
Wnętrze kościoła parafialnego

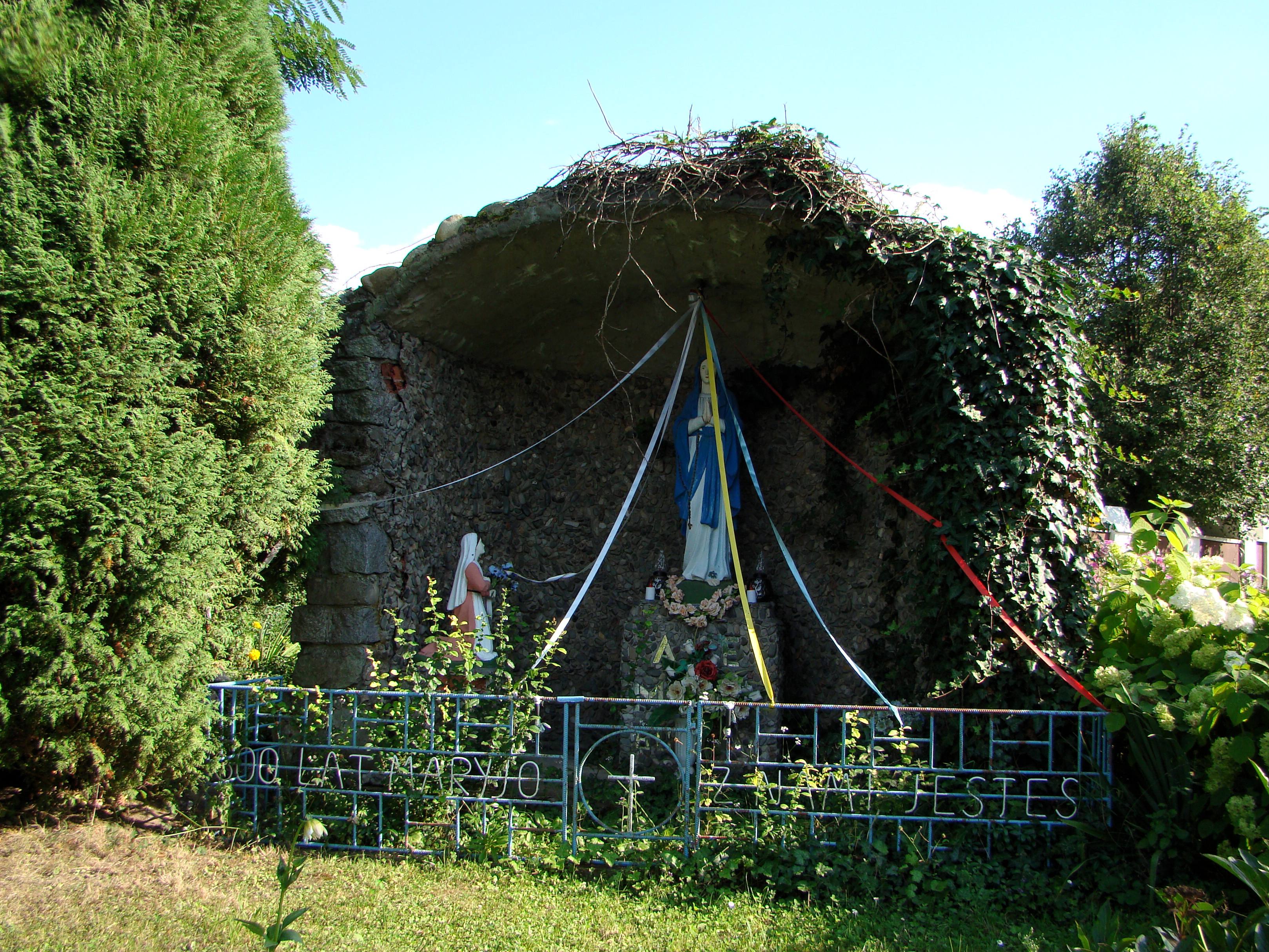
Kapliczka przykościelna

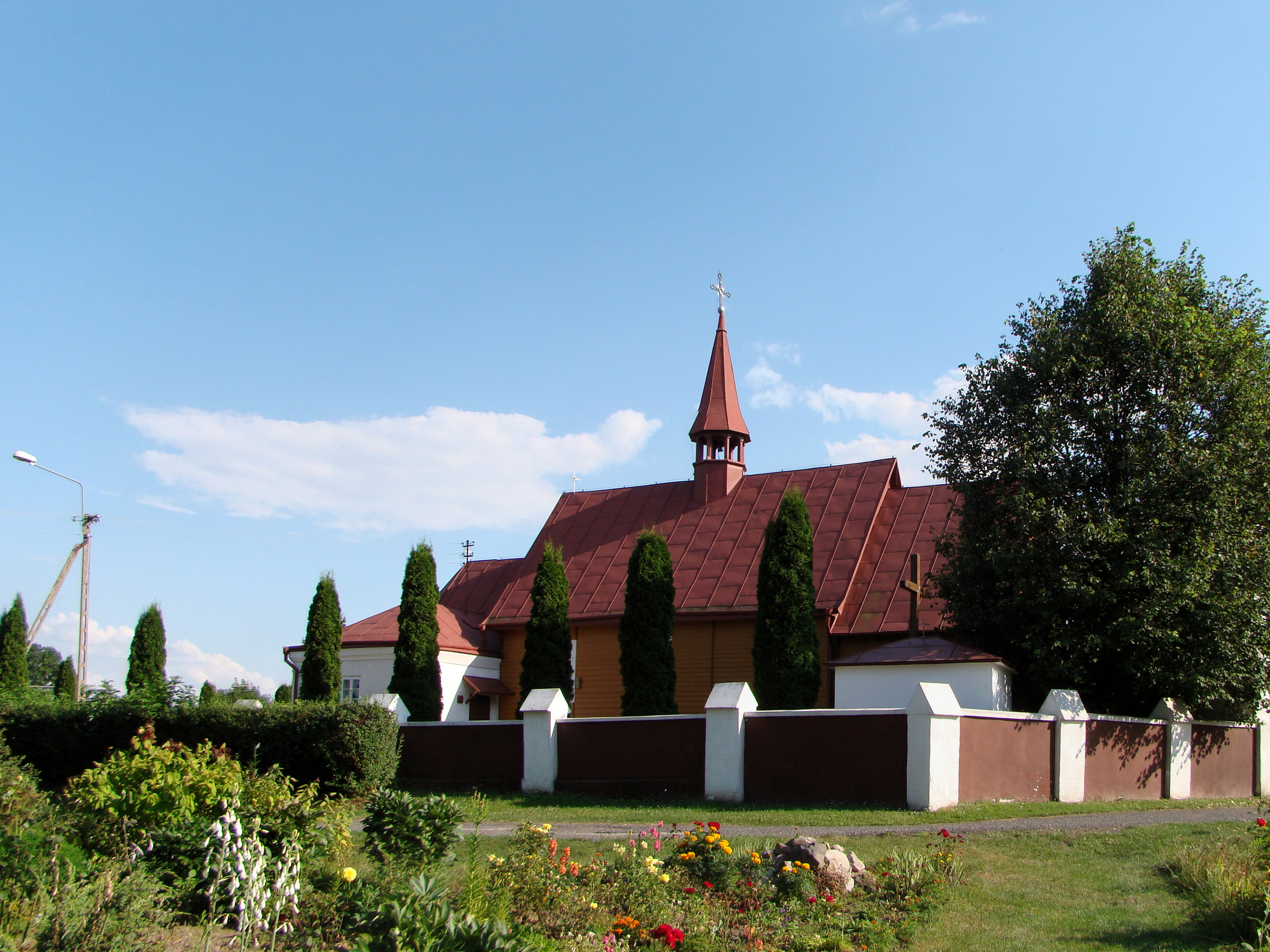
Kościół parafialny z innej perspektywy

Parafię erygowano w Oszczowie w roku 1468. Akt erekcyjny, sporządzony w dniu 8 VII 1468 roku, określał fundatorów parafii i ich zobowiązania. Byli to: Krystyn Żądło z Oszczowa („Sędzia Generalny Ziemi Bełskiej”), Jan z Honiatyna, Mikołaj z Oskierczyc, Jan z Horoszczyc i Bielawa z Rulikowa. Krystyn z Oszczowa dał plac pod budowę kościoła i zabudowań plebanii, pozostali zaś ufundowali pożytki i dziesięciny dla kapłanów. Oryginał aktu, podpisanego przy obecności świadków: Jana z Górki (notariusza publicznego), Ścibora Rogali z Wereszyna, Sasina z Horoszczyc, Jana z Mianowic, Błażeja z Wojsławic i wielu innych, został złożony w archiwach grodzkich miasta Bełz.
Pierwszy kościół parafialny pod wezwaniem Św. Leonarda i Św. Barbary powstał w roku 1472. W granicach parafii znajdowały się wsie:Oszczów, Horoszczyce, Suszów, Poturzyn, Honiatyn, a również teren dzisiejszej parafii w Dołhobyczowie. Parafia oszczowska należała wtedy do diecezji chełmskiej i wchodziła w skład dekanatu bełskiego. W roku 1746 postawiono obok drewnianą dzwonnicę. Budowie kościoła murowanego przeszkodził pierwszy rozbiór Polski, chociaż zgromadzono znaczną ilość cegły. W roku 1774 wymurowano tylko skarbiec kościelny, który chronił (według ustnych przekazów mieszkańców Oszczowa) bezcenne, zabytkowe sprzęty i relikwie.
Z terenem parafii wiążą się znane w kulturze polskiej nazwiska: ojciec Bolesława Prusa był rządcą w majątku Żabcze, majątek Poturzyn należał do Tytusa Wojciechowskiego, z którym przyjaźnił się Fryderyk Chopin. Wielki kompozytor bywał tu w 1830 r. i podobno grywał na kościelnych organach.
W czasie II wojny światowej, wskutek akcji eksterminacyjnych okupantów i działalności oddziałów UPA liczebność parafian znacząco spadła. W dniu 17 marca 1944 r. Ukraińcy zamordowali w Domu Ludowym 24 polskich mieszkańców Oszczowa i spalili kościół. Z tego powodu bp Stefan Wyszyński w 1948 r. przeniósł siedzibę parafii do Dołhobyczowa. Odtąd nosiła ona nazwę Dołhobyczów-Oszczów.
Odbudowany ze zniszczeń (na fundamentach spalonej świątyni) w latach 1950–1953, jednonawowy, drewniany kościół w Oszczowie stał się kościołem filialnym. W 1963 r. rektorem kościoła został ks. Bronisław Kijańczuk. Stopniowo Oszczów zdobywał samodzielność jako ośrodek duszpasterski, zaczęto tutaj prowadzić oddzielne księgi parafialne. Ponowne erygowanie parafii w Oszczowie nastąpiło 26 maja 1977 r., na mocy dekretu bp. Bolesława Pylaka.
Obok kościoła znajduje się dzwonnica, wybudowana z ofiar parafian w 1971 r. Wiszą tu dwa dzwony, wykonane w 1971 r. w ludwisarni Jana Felczyńskiego w Przemyślu.

## Wyposażenie
Z cenniejszych, zachowanych do dziś elementów wyposażenia kościoła można wymienić:
- drewniany, barokowy ołtarz główny z drugiej połowy XVII wieku
- tabernakulum z początków XVIII wieku
- późnobarokowy konfesjonał z drugiej połowy XVIII wieku, pochodzący z kościoła w Warężu
- monstrancja rokokowa z drugiej połowy XVIII wieku
- kielich mszalny gładki z XVIII wieku

## Proboszczowie parafii
Księża: Sylwester Bogonowski (1826–1830), Antoni Kościukiewicz (1830–1835), Antoni Bzowski (1847–1890), Seweryn Korytkowski (1890–1902), Ludwik Olchowski (1902–1909), Adam Szczerbiński (1904) Wacław Kupść (1909–1913), Teodor Jastrzębski (1914–1916), Michał Pióro (1916–1919), Ludomir Tutlis (1919–1922), Józef Sikorski (1922–1924), Jan Winnicki (1924–1927), Wacław Jabłoński (1927–1933), Franciszek Ściegienny (1933–1944), Bronisław Kijańczuk (1967–1971), Feliks Łojewski (1971–1972), Leonard Ligęza (1972–1981), Jerzy Wnuk (1981–1987), Piotr Pikula (1987–1989), Andrzej Chmaj (1989–1994), Eugeniusz Łabisz (1994–1996), Mieczysław Nicpoń (1996- 2016), Mieczysław Filip (od 2016).

## Powołania
Z terenu parafii pochodzą: ks. Tomasz Turek i s. Maria Kowalska

## Obszar działania
Do parafii należą miejscowości: Horoszczyce (część), Honiatyn, Oszczów, Siekierzyńce, Uśmierz PGR i Żabcze. W Uśmierzu znajduje się kościół filialny pw. św. Stanisława Kostki z 1983 r, kryty blachą, przyłączony z parafii Hulcze.